# Palio del drappo verde
Palio del drappo verde, conosciuto anche come palio di Verona, è un palio che si svolge a Verona. Istituito più di 800 anni fa, nel 1208, rappresenta la corsa organizzata più antica del mondo. Nel 1796, per via dell'inizio della dominazione francese, vi fu l'ultimo palio, sino alla ripresa nel 2008 in occasione dei festeggiamenti per l'anniversario dagli 800 anni dalla sua nascita, e che rappresenta la 591ª edizione.

## Caratteri generali
Inizialmente non si trattava di una manifestazione sportiva nel senso moderno del termine, ma piuttosto di un evento che coinvolgeva tutta la popolazione. Si tenevano due gare di velocità: il palio dei cavalli e quello dei corridori. Il drappo verde, di 12 metri, che dà il nome alla corsa, era il premio riservato al vincitore tra i corridori a piedi, i quali inizialmente correvano nudi, mentre il drappo rosso (scarlatto) di 12 metri, era il trofeo per il miglior cavaliere.
Il regolamento di gara, nonostante le modifiche agli statuti cittadini, ai quali esso era vincolato, ha sempre previsto un premio non solo per il vincitore, ma anche per l'ultimo arrivato: l'ultimo cavaliere riceveva una coscia di maiale, mentre l'ultimo corridore una gallina. Essi erano costretti da regolamento a girare per la città facendo mostra del "premio". Ed il cavaliere perdente doveva attraversare la città con la coscia di maiale appesa al collo del cavallo, e chiunque poteva tagliarne un pezzo e portarsela a casa.
Durante la dominazione viscontea le corse aumentarono a tre: si aggiunse la corsa a piedi delle donne, per la quale il nuovo statuto recitava: Correranno donne oneste, anche se ce ne fosse una sola, se invece non ci sarà alcuna donna onesta che corra, allora in sostituzione verranno accettate anche le prostitute.
Sotto la dominazione veneziana, lo statuto cittadino fu infine nuovamente modificato, in una forma che si mantenne inalterata fino alla caduta della repubblica. In questa versione alle tre corse ne venne aggiunta un'altra, il palio degli asini, con un drappo bianco per il vincitore.
Il popolare palio veronese non veniva indetto solo in caso di guerre, calamità naturali e pestilenze, e solo l'arrivo dei francesi nel 1796 causò la fine della corsa. Successivamente vi fu una riedizione della celebre corsa il 26 marzo 1816, per festeggiare l'arrivo dell'imperatore austriaco Francesco II.

## Percorso
Il palio venne istituito nel 1208 per festeggiare una vittoria del Comune contro Azzo VI d'Este e i Sambonifacio, antica famiglia guelfa veronese, ed è conosciuto anche il percorso, che poteva comunque subire piccole variazioni. Solitamente esso si svolgeva su un circuito che variava dai 7 km ai 10 km, e toccava i più importanti punti della città: tra questi la chiesa di Santa Anastasia, l'Arena, la Porta del Palio (costruita da Michele Sanmicheli nel Cinquecento e da cui prese il nome), l'Arco dei Gavi, la chiesa di San Fermo, Piazza delle Erbe...
Il tracciato prendeva il via dal sobborgo di Tomba, e più tardi da quello di Santa Lucia, e si snodava lungo le mura di Verona e per la spianata a sud della città. Il tracciato rientrava in città sotto l'Arco dei Gavi (successivamente dalla porta del Palio), percorrendo il Corso Vecchio fino alla piazza dove successivamente fu costruita la chiesa di Santa Anastasia, dove era posizionato l'arrivo del palio. Il percorso del palio a cavallo si snodava sullo stesso tracciato ed era della medesima lunghezza di quello a piedi.
Il "nuovo" palio, la cui edizione è ripresa nel 2008, si rifà a quello originale, e segue un circuito cittadino di una lunghezza di 10 km.

## Il palio nella Divina Commedia
Dante Alighieri trovò a Verona il primo suo rifugio sicuro dopo l'esilio da Firenze. Durante il soggiorno nella città ebbe evidentemente modo di conoscere gli usi e costumi locali, compreso il palio, che ha poi citato nella sua opera maggiore, la Divina Commedia:
(Dante Alighieri. Inferno. Canto XV, vv. 121-124)